# سال جهانی شیمی

لوگوی سال جهانی شیمی

از سوی سازمان علمی - فرهنگی ملل متحد (یونسکو) و اتحادیه بین‌المللی شیمی محض و کاربردی (آیوپاک)، سال ۲۰۱۱ میلادی به عنوان سال جهانی شیمی، (به انگلیسی: International Year of Chemistry 2011) نامیده شده‌است.

## اهداف
سال جهانی شیمی با هدف بزرگداشت دستاوردهای دانش بنیادین شیمی و نقش متقابل این دانش و انسان در نظر گرفته شده‌است.

## پیشینه
اتیوپی و ۲۳ کشور حمایت‌کننده آن طی قطعنامهای در سازمان ملل متحد، سال ۲۰۱۱ میلادی را به عنوان سال جهانی شیمی به تصویب رساندند.
از مهمترین دلایل پذیرفته‌شدن این برنامه، نقش حیاتی دانش شیمی در برنامه‌های آموزشی و پرورشی یونسکو بین سال‌های ۲۰۰۵ تا ۲۰۱۴ به عنوان دهه آموزش برای توسعه پایدار بود.